# 易怒性
易怒性（いどせい、Irritability）とは、生物における興奮性のことであり、それを取り巻く環境が変化したことに対しての反応として現れる。この用語は、刺激に対しての生理反応として使われることもあれば、病的で異常な度を超えた過剰興奮性としても使われる。多くの場合では、これは苛立ち、怒り、フラストレーションを指している。
たとえば自閉症者においては、攻撃行動パターンが特徴づけられる。